# L'amuleto di Samarcanda
L'Amuleto di Samarcanda (The Amulet of Samarkand) è il primo volume della Tetralogia di Bartimeus scritta da Jonathan Stroud.

## Trama
In una Londra alternativa, dove l'Impero britannico domina il mondo attraverso il controllo della magia e la gente comune è governata dalla classe dirigente dei maghi, Nathaniel, un bambino di cinque anni, inizia un apprendistato presso il mago Arthur Underwood, ministro degli affari interni.
All'età di dieci anni, Nathaniel viene presentato a un gruppo di maghi tra cui il formidabile Simon Lovelace, che respinge i talenti di Nathaniel e lo umilia. Amareggiato nei confronti di Underwood, Nathaniel trama vendetta. Attraverso uno specchio profetico , Nathaniel vede Lovelace ricevere un pacco contenente il potente Amuleto di Samarcanda. Lovelace intende utilizzare l'Amuleto per prendere il controllo del governo.
Alcuni giorni dopo il suo dodicesimo compleanno, Nathaniel convoca il jinn Bartimeus e lo incarica di rubare l'Amuleto. Bartimeus, a cui è stato ordinato di spiare Lovelace, si reca al negozio di curiosità del mago Sholto Pinn. Viene a sapere che l'Amuleto era sotto la protezione del governo. La presenza di Bartimeus viene scoperta e viene detenuto nella Torre di Londra. Underwood confisca l'armamentario per l'evocazione di Nathaniel e viene chiamato alla Torre per interrogare Bartimeus.
Alla Torre, Bartimeus viene interrogato senza successo da Pinn e Jessica Whitwell, Ministro della Sicurezza. Bartimeus fugge e fugge, conducendo involontariamente Lovelace a casa Underwood. Lovelace minaccia Underwood e scopre l'Amuleto nel suo studio. Nathaniel si rivela essere il ladro, ma il suo maestro incoraggia Lovelace ad uccidere il suo apprendista invece di lui. Gli spiriti di Lovelace distruggono la casa; gli Underwood muoiono ma Bartimeus salva Nathaniel.
Nathaniel e Bartimeus si recano a Heddlehem Hall per fermare il colpo di stato di Lovelace. Bartimeus combatte un misterioso mercenario barbuto, che mostra una straordinaria resistenza alla magia. Nathaniel viene scoperto da Lovelace e dal suo maestro Schyler, che offre un ultimatum: unirsi al nuovo ordine di Lovelace o morire. Nathaniel uccide Schyler usando magici cubi di fuochi d'artificio, e lui e Bartimeus arrivano alla conferenza dei maghi. Nathaniel tenta di avvertire i partecipanti ma Whitwell lo colloca in una bolla impenetrabile mentre Lovelace, protetto dall'Amuleto, suona un antico corno per evocare l'immenso spirito Ramuthra, che distrugge i maghi e gli spiriti circostanti. Bartimeus distrae Lovelace, permettendo a Nathaniel di impossessarsi dell'Amuleto. Ramuthra cancella Lovelace e Nathaniel pronuncia le parole di congedo e rompe il corno di evocazione. Ramuthra scompare e Nathaniel presenta l'amuleto al primo ministro Rupert Devereaux. Nathaniel diventa l'eroe silenzioso del governo. Fa un patto con Bartimeus: in cambio di mantenere segreto il vero nome di Nathaniel, il mago non lo evocherà più. Con riluttante rispetto per Bartimeus, Nathaniel lo scioglie, dando inizio a una vita da vero mago sotto la guida di una nuova maestra, Jessica Whitwell.

## Edizioni
- Jonathan Stroud, L'Amuleto di Samarcanda, traduzione di Riccardo Cravero, Salani, 2004,  p. 449, ISBN 88-8451-301-4.

- Jonathan Stroud, L'Amuleto di Samarcanda, traduzione di Riccardo Cravero, TEA, 2012,  p. 449, ISBN 88-502-2930-5.